# Serie Final de la Liga Nacional de Baloncesto 2011
La Serie Final de la Liga Nacional de Baloncesto 2011 fue la serie definitiva para la Liga Nacional de Baloncesto 2011. Los Leones de Santo Domingo derrotaron a los Cocolos de San Pedro de Macorís en 6 partidos (4-2), logrando su primer campeonato de la historia. Eulis Báez del equipo campeón fue elegido Jugador Más Valioso de la Serie Final.
Esta fue la tercera aparición en una Serie Final de la liga para los Leones de Santo Domingo en la historia del equipo, las dos apariciones anteriores fueron bajo el nombre de Panteras del Distrito Nacional. Mientras que los Cocolos hicieron su primera aparición en la historia de la liga. Debido a la estructura de los playoffs, esta fue la única vez en la historia de la Liga Nacional de Baloncesto que dos equipos de un mismo circuito se enfrentaron en la Serie Final desde la creación de los circuitos en 2006.
La serie se disputó del 16 al 28 de septiembre de 2011 y fue disputada por primera vez en la historia con el formato de ida y vuelta en cada uno de los partidos (En San Pedro de Macorís se disputaron los partidos 1, 3 y 5, mientras que en Santo Domingo se jugaron los partidos 2, 4 y 6).

## Trayectoria hasta la Serie Final
Estos son los resultados de ambos equipos desde el comienzo de la temporada:
| Circuito | Equipo                          | Serie regular          | Serie Semifinal                                          |
| -------- | ------------------------------- | ---------------------- | -------------------------------------------------------- |
| Sureste  | Cocolos de San Pedro de Macorís | 13-7 (1º del circuito) | Derrotaron a los Indios de San Francisco de Macorís, 3-1 |
| Sureste  | Leones de Santo Domingo         | 13-7 (2º del circuito) | Derrotaron a los Reales de La Vega, 3-1                  |

Debido a la estructura de los playoffs de 2011, dos equipos del circuito sureste se enfrentaron en la serie final de la liga, ya que esta estructura enfrentó por un lado el primero del circuito norte contra el segundo del circuito sureste, mientras que por el otro lado el primero del circuito surestes frente al segundo del circuito norte en la serie semifinal.

## Enfrentamientos en serie regular
La serie particular entre estos equipos quedó empate 2-2.
| 19 de julio de 2011 | Cocolos de San Pedro de Macorís                                 | 75–77                | Leones de Santo Domingo                                             |                                                                       |  |
|                     | Parciales: 24 - 17, 19 - 10, 17 - 23, 15 - 27                   |                      |                                                                     |                                                                       |  |
|                     | Estadísticas Mario West 16 Evan Brock 7 A. Ozuna y O. Vantroy 4 | Reporte Pts Reb Asts | Estadísticas 24 Manuel Guzmán 10 Manuel Guzmán 8 Walker Russell Jr. | Pabellón: Polideportivo de San Pedro de Macorís, San Pedro de Macorís |  |

| 27 de julio de 2011 | Leones de Santo Domingo                                                            | 95–78                | Cocolos de San Pedro de Macorís                                                |                                                                         |  |
|                     | Parciales: 20 - 10, 20 - 16, 29 - 21, 26 - 31                                      |                      |                                                                                |                                                                         |  |
|                     | Estadísticas E. Báez y S. VanderMeer 14 Manuel Guzmán 12 M. Fortuna y W. Russell 5 | Reporte Pts Reb Asts | Estadísticas 22 Jack Michael Martínez 22 Jack Michael Martínez 5 Alberto Ozuna | Pabellón: Palacio de los Deportes Virgilio Travieso Soto, Santo Domingo |  |

| 14 de agosto de 2011 | Leones de Santo Domingo                                        | 64–87                | Cocolos de San Pedro de Macorís                          |                                                                         |  |
|                      | Parciales: 10 - 16, 14 - 17, 18 - 20, 22 - 34                  |                      |                                                          |                                                                         |  |
|                      | Estadísticas Jameel Watkins 22 Jameel Watkins 14 Luis Guzmán 3 | Reporte Pts Reb Asts | Estadísticas 20 Evan Brock 12 Evan Brock 5 Alberto Ozuna | Pabellón: Palacio de los Deportes Virgilio Travieso Soto, Santo Domingo |  |

| 28 de agosto de 2011 | Cocolos de San Pedro de Macorís                             | 85–82                | Leones de Santo Domingo                                            |                                                                       |  |
|                      | Parciales: 23 - 19, 17 - 21, 19 - 15, 26 - 27               |                      |                                                                    |                                                                       |  |
|                      | Estadísticas Eddie Basden 21 Eddie Basden 7 Alberto Ozuna 8 | Reporte Pts Reb Asts | Estadísticas 31 Jesse Pellot-Rosa 10 Chris Johnson 4 Chris Johnson | Pabellón: Polideportivo de San Pedro de Macorís, San Pedro de Macorís |  |

## Serie Final

### Partido 1
| 16 de septiembre de 2011 | Cocolos de San Pedro de Macorís                                    | 76–83                | Leones de Santo Domingo                                             |                                                                       |  |  |
|                          | Parciales: 17 - 14, 14 - 13, 19 - 26, 19 - 16 (T.E.: 7 - 14)       |                      |                                                                     |                                                                       |  |  |
|                          | Estadísticas Jack Michael Martínez 21 Evan Brock 14 Otto Vantroy 4 | Reporte Pts Reb Asts | Estadísticas 19 Jesse Pellot-Rosa 12 Chris Johnson 6 Manuel Fortuna | Pabellón: Polideportivo de San Pedro de Macorís, San Pedro de Macorís |  |  |
| Leones lideran 1-0       |                                                                    |                      |                                                                     |                                                                       |  |  |
|                          |                                                                    |                      |                                                                     |                                                                       |  |  |

### Partido 2
| 18 de septiembre de 2011 | Leones de Santo Domingo                                       | 77–89                | Cocolos de San Pedro de Macorís                                     |                                                                         |  |  |
|                          | Parciales: 22 - 18, 20 - 23, 9 - 22, 26 - 26                  |                      |                                                                     |                                                                         |  |  |
|                          | Estadísticas Manuel Fortuna 20 Eulis Báez 11 Manuel Fortuna 6 | Reporte Pts Reb Asts | Estadísticas 26 Evan Brock 12 E. Brock y J. Martínez 4 Otto Vantroy | Pabellón: Palacio de los Deportes Virgilio Travieso Soto, Santo Domingo |  |  |
| Serie empatada 1-1       |                                                               |                      |                                                                     |                                                                         |  |  |
|                          |                                                               |                      |                                                                     |                                                                         |  |  |

### Partido 3
| 21 de septiembre de 2011 | Cocolos de San Pedro de Macorís                                              | 73–70                | Leones de Santo Domingo                                                         |                                                                       |  |  |
|                          | Parciales: 14 - 14, 17 - 19, 17 - 20, 25 - 17                                |                      |                                                                                 |                                                                       |  |  |
|                          | Estadísticas A. Ozuna y J. Martínez 17 Evan Brock 14 Jack Michael Martínez 4 | Reporte Pts Reb Asts | Estadísticas 15 E. Báez y C. Johnson 13 Chris Johnson 3 M. Fortuna y W. Russell | Pabellón: Polideportivo de San Pedro de Macorís, San Pedro de Macorís |  |  |
| Cocolos lideran 2-1      |                                                                              |                      |                                                                                 |                                                                       |  |  |
|                          |                                                                              |                      |                                                                                 |                                                                       |  |  |

### Partido 4
| 23 de septiembre de 2011 | Leones de Santo Domingo                                                     | 86–79                | Cocolos de San Pedro de Macorís                                                        |                                                                         |  |  |
|                          | Parciales: 27 - 13, 19 - 22, 20 - 24, 20 - 20                               |                      |                                                                                        |                                                                         |  |  |
|                          | Estadísticas E. Báez y J. Pellot-Rosa 20 Eulis Báez 13 Walker Russell Jr. 6 | Reporte Pts Reb Asts | Estadísticas 23 Jack Michael Martínez 11 Jack Michael Martínez 3 O. Vantroy y A. Ozuna | Pabellón: Palacio de los Deportes Virgilio Travieso Soto, Santo Domingo |  |  |
| Serie empatada 2-2       |                                                                             |                      |                                                                                        |                                                                         |  |  |
|                          |                                                                             |                      |                                                                                        |                                                                         |  |  |

### Partido 5
| 25 de septiembre de 2011 | Cocolos de San Pedro de Macorís                                    | 88–93                | Leones de Santo Domingo                                       |                                                                       |  |  |
|                          | Parciales: 21 - 22, 27 - 20, 18 - 22, 22 - 29                      |                      |                                                               |                                                                       |  |  |
|                          | Estadísticas Jack Michael Martínez 24 Evan Brock 13 Otto Vantroy 6 | Reporte Pts Reb Asts | Estadísticas 31 Eulis Báez 11 Eulis Báez 9 Walker Russell Jr. | Pabellón: Polideportivo de San Pedro de Macorís, San Pedro de Macorís |  |  |
| Leones lideran 3-2       |                                                                    |                      |                                                               |                                                                       |  |  |
|                          |                                                                    |                      |                                                               |                                                                       |  |  |

### Partido 6
| 28 de septiembre de 2011  | Leones de Santo Domingo                                               | 82–70                | Cocolos de San Pedro de Macorís                                                 |                                                                         |  |  |
|                           | Parciales: 24 - 16, 13 - 16, 20 - 18, 25 - 20                         |                      |                                                                                 |                                                                         |  |  |
|                           | Estadísticas Walker Russell Jr. 29 Eulis Báez 14 Walker Russell Jr. 7 | Reporte Pts Reb Asts | Estadísticas 25 Jack Michael Martínez 18 Jack Michael Martínez 4 Justin Dentmon | Pabellón: Palacio de los Deportes Virgilio Travieso Soto, Santo Domingo |  |  |
| Leones ganan la serie 4-2 |                                                                       |                      |                                                                                 |                                                                         |  |  |
|                           |                                                                       |                      |                                                                                 |                                                                         |  |  |

## Rosters

### Leones de Santo Domingo
| Leones de Santo Domingo  | Leones de Santo Domingo | Leones de Santo Domingo | Leones de Santo Domingo |
| #                        | Nombre                  | Nacionalidad            | Posición                |
| ------------------------ | ----------------------- | ----------------------- | ----------------------- |
| 4                        | Josué Abreu             | República Dominicana    | Base                    |
| 13                       | Eulis Báez              | República Dominicana    | Ala-pívot               |
| 6                        | Carl Elliot             | Estados Unidos          | Escolta                 |
| 5                        | Manuel Fortuna          | República Dominicana    | Base                    |
| 11                       | José Guitián            | República Dominicana    | Pívot                   |
| 10                       | Luis Guzmán             | República Dominicana    | Escolta                 |
| 22                       | Manuel Guzmán           | República Dominicana    | Pívot                   |
| 41                       | Paul Harris             | Estados Unidos          | Escolta                 |
| 12                       | Chris Johnson           | Estados Unidos          | Pívot                   |
| 14                       | Ralph Mata              | República Dominicana    | Base                    |
| 33                       | Jesse Pellot-Rosa       | Puerto Rico             | Escolta                 |
| 8                        | Jonathan Rodríguez      | República Dominicana    | Escolta                 |
| 9                        | César Rosario           | República Dominicana    | Base                    |
| 6                        | Walker Russell Jr.      | Estados Unidos          | Base                    |
| 23                       | Danny Tavares           | República Dominicana    | Ala-pívot               |
| Dirigente: José Mercedes |                         |                         |                         |

### Cocolos de San Pedro de Macorís
| Cocolos de San Pedro de Macorís | Cocolos de San Pedro de Macorís | Cocolos de San Pedro de Macorís | Cocolos de San Pedro de Macorís |
| #                               | Nombre                          | Nacionalidad                    | Posición                        |
| ------------------------------- | ------------------------------- | ------------------------------- | ------------------------------- |
| 23                              | Giancarlo Acosta                | República Dominicana            | Alero                           |
| 22                              | Eddie Basden                    | Estados Unidos                  | Escolta                         |
| 17                              | Evan Brock                      | Estados Unidos                  | Ala-pívot                       |
| 7                               | Justin Dentmon                  | Estados Unidos                  | Base                            |
| 14                              | Juan Carlos Eusebio             | República Dominicana            | Ala-pívot                       |
| 12                              | John García                     | República Dominicana            | Ala-pívot                       |
| 13                              | Henry Lalane                    | República Dominicana            | Alero                           |
| 15                              | Jack Michael Martínez           | República Dominicana            | Ala-pívot                       |
| 16                              | Juan Mendez                     | Canadá                          | Ala-pívot                       |
| 24                              | Alberto Ozuna                   | República Dominicana            | Base                            |
| 18                              | Franklin Penn                   | República Dominicana            | Ala-pívot                       |
| 20                              | Otto Vantroy                    | República Dominicana            | Base                            |
| 9                               | Renzo Vargas                    | República Dominicana            | Ala-pívot                       |
| Dirigente: Julio César Javier   |                                 |                                 |                                 |

## Estadísticas

### Leones de Santo Domingo
| Jugador            | PJ | PT | MPP  | TC%  | 3P%  | TL%   | RPP  | APP | ROB | TPP | PPP  |
| ------------------ | -- | -- | ---- | ---- | ---- | ----- | ---- | --- | --- | --- | ---- |
| Josué Abreu        | 5  | 0  | 10.4 | 5.6  | 20.0 | 100.0 | 0.6  | 0.4 | 0.4 | 0.0 | 1.0  |
| Eulis Báez         | 6  | 6  | 28.5 | 53.4 | 31.6 | 65.0  | 10.2 | 2.5 | 0.7 | 1.3 | 16.2 |
| Carl Elliot        | 2  | 1  | 18.0 | 23.8 | 0.0  | 100.0 | 4.5  | 2.0 | 0.5 | 0.0 | 6.0  |
| Manuel Fortuna     | 6  | 6  | 34.3 | 43.5 | 46.2 | 64.7  | 3.8  | 4.5 | 3.0 | 0.5 | 12.8 |
| José Guitián       | 3  | 0  | 3.0  | 40.0 | 50.0 | 100.0 | 1.0  | 0.0 | 0.0 | 0.0 | 2.3  |
| Luis Guzmán        | 1  | 0  | 5.0  | 0.0  | 0.0  | 0.0   | 0.0  | 0.0 | 0.0 | 0.0 | 0.0  |
| Manuel Guzmán      | 6  | 2  | 21.0 | 35.9 | 0.0  | 86.7  | 5.0  | 0.7 | 0.2 | 0.0 | 8.2  |
| Paul Harris        | 1  | 0  | 6.0  | 50.0 | 0.0  | 0.0   | 0.0  | 0.0 | 0.0 | 1.0 | 2.0  |
| Chris Johnson      | 6  | 6  | 27.0 | 53.3 | 0.0  | 70.0  | 9.3  | 0.5 | 0.5 | 2.3 | 11.8 |
| Ralph Mata         | 1  | 0  | 2.0  | 0.0  | 0.0  | 0.0   | 1.0  | 0.0 | 0.0 | 0.0 | 0.0  |
| Jesse Pellot-Rosa  | 5  | 5  | 28.2 | 48.4 | 25.0 | 75.0  | 6.0  | 0.6 | 0.8 | 0.2 | 14.6 |
| Jonathan Rodríguez | 6  | 0  | 11.0 | 50.0 | 0.0  | 33.3  | 3.2  | 0.7 | 0.0 | 0.0 | 3.0  |
| César Rosario      | 6  | 0  | 15.0 | 50.0 | 75.0 | 100.0 | 2.0  | 0.7 | 0.0 | 0.2 | 2.2  |
| Walker Russell Jr. | 4  | 4  | 29.5 | 48.9 | 31.3 | 88.9  | 3.3  | 6.3 | 1.0 | 0.3 | 10.8 |
| Danny Tavares      | 2  | 0  | 5.0  | 25.0 | 0.0  | 0.0   | 1.5  | 0.0 | 0.5 | 0.0 | 1.0  |

### Cocolos de San Pedro de Macorís
| Jugador               | PJ | PT | MPP  | TC%  | 3P%  | TL%  | RPP  | APP | ROB | TPP | PPP  |
| --------------------- | -- | -- | ---- | ---- | ---- | ---- | ---- | --- | --- | --- | ---- |
| Giancarlo Acosta      | 6  | 0  | 12.8 | 46.2 | 12.5 | 63.6 | 1.7  | 0.7 | 0.2 | 0.2 | 5.3  |
| Eddie Basden          | 6  | 6  | 33.0 | 30.9 | 19.2 | 64.7 | 5.3  | 1.8 | 2.0 | 0.3 | 9.7  |
| Evan Brock            | 6  | 6  | 32.3 | 58.7 | 0.0  | 69.7 | 11.7 | 1.3 | 0.8 | 1.3 | 16.2 |
| Justin Dentmon        | 6  | 6  | 29.5 | 36.5 | 35.0 | 92.9 | 2.0  | 2.7 | 1.2 | 0.0 | 12.2 |
| John García           | 3  | 0  | 3.0  | 0.0  | 0.0  | 0.0  | 0.7  | 0.0 | 0.0 | 0.0 | 0.0  |
| Henry Lalane          | 5  | 0  | 4.3  | 15.4 | 16.7 | 0.0  | 0.8  | 0.0 | 0.0 | 0.0 | 1.0  |
| Jack Michael Martínez | 6  | 6  | 36.0 | 44.3 | 6.7  | 61.1 | 12.7 | 2.3 | 0.5 | 0.5 | 20.5 |
| Juan Mendez           | 1  | 0  | 1.0  | 0.0  | 0.0  | 0.0  | 0.0  | 0.0 | 0.0 | 0.0 | 0.0  |
| Alberto Ozuna         | 6  | 6  | 23.0 | 50.0 | 57.1 | 76.9 | 1.3  | 2.3 | 0.5 | 0.0 | 9.3  |
| Franklin Penn         | 6  | 0  | 10.3 | 37.5 | 0.0  | 66.7 | 2.7  | 1.0 | 0.3 | 0.2 | 2.7  |
| Otto Vantroy          | 6  | 0  | 16.3 | 31.3 | 25.0 | 50.0 | 1.8  | 3.2 | 1.5 | 0.2 | 2.5  |
| Renzo Vargas          | 1  | 0  | 1.0  | 0.0  | 0.0  | 0.0  | 0.0  | 0.0 | 0.0 | 0.0 | 0.0  |